# Kaløvig Bådelaug
56°14′38.21″N 10°20′33.66″Ø / 56.2439472°N 10.3426833°Ø
Kaløvig Bådelaug en sejlklub, der ejer Kaløvig Bådehavn, der ligger i Kalø Vig. Klubben er hjemsted for mange aktivister, lige fra fiskere til elitesejlere. Der er en havkajakklub, en klub for dem der har forladt arbejdsmarkedet, et sejlsportscenter, en restaurant, værftsfaciliteter og havneplads til ca. 400 faste lystbåde.
Kaløvig Bådelaug tilbyder et sejlsportscenter i olympisk klasse. Finn 'Beton' Jensen er tilknyttet sejlsportscenteret som træner.

## Historie
Klubben blev etableret i 1966, og byggede sin første bådebro i 1968 på Studstrupværkets område. I 1983 flyttede havnen til et nybygget anlæg syd for det oprindelige, da Studstrupværket skulle udvide med ny kullagerplads. I 1988 blev sejlsportscenteret indviet, og siden har klubben afholdt adskillige europa- og verdensmesterskaber.